# Operatie Vantage
Operatie Vantage was een Britse militaire operatie in 1961 om de sinds kort onafhankelijke staat Koeweit te steunen tegen territoriale claims van buurland Irak. Het Verenigd Koninkrijk van Groot-Brittannie en Noord-Ierland reageerde op een oproep tot bescherming van emir Abdullah III Al-Salim Al-Sabah van Koeweit en binnen enkele dagen waren de lucht-, zee- en landtroepen ter plaatse. Irak viel uiteindelijk niet aan en de Britse troepen werden vervangen door troepen van de Arabische Liga. Na een staatsgreep in Irak erkende de nieuwe regering de Koeweitse onafhankelijkheid in 1963, hoewel deze nooit werd geratificeerd en dus niet bindend bleef en later werd afgewezen door het revolutionaire commando, wat leidde tot meer grensgeschillen in de toekomst.

## Achtergrond
In 1958 greep generaal Abdul Karim Qassem de macht in het Koninkrijk Irak. Hij werd door westerse mogendheden gezien als onvoorspelbaar. Op 25 juni 1961, na het Verenigd Koninkrijk zijn gezag over Koeweit had opgegeven, verklaarde Abdul Karim Qasim dat Koeweit zou worden ingelijfd bij Irak, wat door Groot-Brittannië als een serieuze militaire dreiging werd beschouwd. De redenen voor de oorlogszuchtige houding van Irak zijn discutabel, maar naast het politieke voordeel dat een succesvolle militaire campagne zou opleveren, behoorden tot de troeven van Koeweit destijds ook mogelijke oliereserves (die later werden bevestigd) en veilige toegang tot de zee, die Irak nauwelijks had.

## Operatie
Nadat de grenzen waren verzegeld en de verdediging was opgezet door Mubarak Abdullah Al-Jaber Al-Sabah en zijn plaatsvervanger kolonel Saleh Mohammed Al-Sabah tegen de verwachte invasie, adviseerde brigadegeneraal Mubarak Abdullah Al-Jaber Al-Sabah en emir Abdullah III Al-Salim Al-Sabah om een beroep te doen op Sectie 4 van de onafhankelijkheidsovereenkomst, waarin stond dat Koeweit Groot-Brittannië om militaire steun kon vragen, wat op 30 juni 1961 gebeurde.
Groot-Brittannië had de verantwoordelijkheid voor Koeweits militaire bescherming aanvaard en stuurde snel een sterke marine-taskforce, waaronder Royal Marines van 42 Commando op HMS Bulwark, vliegdekschip HMS Victorious (later afgelost door HMS Centaur), torpedobootjagers HMS Camperdown, HMS Finisterre, HMS Saintes en HMS Cassandra, fregatten HMS Chichester, HMS Loch Fyne, HMS Loch Ruthven, HMS Loch Insh, HMS Llandaff, HMS Yarmouth en HMS Lincoln, amfibisch landingsschip HMS Messina en het 108th Minesweeper Squadron.
De Royal Air Force stuurde 2 Canberra verkenningsvliegtuigen van 13 Squadron die gestationeerd waren op het eiland Cyprus, waarvan zij dagelijks vluchten uitvoerden om de grens te fotograferen.
Een troep van 42 Commando arriveerde per helikopter van Bulwark op het vliegveld toen een squadron Hawker Hunters arriveerde. Op 1 juli had Groot-Brittannië de helft van een brigadegroep in Koeweit klaar voor actie. Deze bestonden uit 42 en 45 Marine Commandos en twee compagnieën van de 2nd Coldstream Guards. Het "C" squadron van de 3rd Carabiniers landde met hun Centurion-tanks van HMS Striker. De twee commandogroepen bezette hoog terrein op en rond Mitla Ridge, nabij de Iraakse grens, in de felle zomerhitte. Brigadier Derek Horsford, commandant van de 24th Infantry Brigade Group, kwam vanuit Kenia naar Koeweit over om het commando over de verzamelde Britse landstrijdkrachten op zich te nemen.
In de daaropvolgende dagen kwamen er verdere versterkingen; een artilleriebatterij van het 33rd Parachute Field Regiment en de 11th Hussars met Ferret-verkenningswagens; het 2nd Battalion, The Parachute Regiment arriveerde na een vertraging door moeilijkheden bij het overvliegen vanuit Turkije. Op 4 juli arriveerden het 1st Battalion, Royal Inniskilling Fusiliers en het 34th Field Squadron uit Kenia. De Inniskillings en het 1e Bataljon, The King's Regiment (Manchester en Liverpool) losten op 6 en 7 juli 42 en 45 Commando's af. Er waren meer versterkingen uit het Verenigd Koninkrijk.
Het Koeweitse gevechtscontingent werd geleid door Brigadegeneraal Mubarak Abdullah Al-Jaber Al-Sabah en kolonel Saleh Mohammed Al-Sabah, die later het bevel voerde over de Koeweitse 25e Commando Brigade en de Koeweitse 6e Gemechaniseerde Brigade.

## Nasleep
De Arabische Liga nam de bescherming van Koeweit over en de Britten hadden hun troepen op 19 oktober teruggetrokken. Abdul Karim Qasim werd in februari 1963 gedood bij een staatsgreep en het nieuwe Iraakse regime onder Abdel Salem Arif tekende een erkenningsovereenkomst met Koeweit die niet werd geratificeerd en later ongrondwettelijk werd verklaard en vervolgens werd geannuleerd. Ongeacht de politieke situatie werd de militaire dreiging als verminderd ervaren. Groot-Brittannië bleef de situatie in de gaten houden en hield troepen beschikbaar om Koeweit te beschermen tot 1971. Er was op dat moment geen Iraakse militaire actie tegen Koeweit geweest: dit werd toegeschreven aan de politieke en militaire situatie in Irak die nog steeds instabiel was.